# Hans-Rudolf Kurz

Hans-Rudolf Kurz (1963)

Hans-Rudolf Kurz (* 23. April 1915 in Bern; † 29. Juni 1990 ebenda; heimatberechtigt in Bern und Langnau im Emmental) war ein Schweizer Jurist und Militärhistoriker.

## Leben
Der Sohn des Gymnasiallehrers Albert Kurz und der späteren «Flüchtlingsmutter» Gertrud Kurz studierte Rechtswissenschaften an der Universität Bern. 1940 erlangte er das Fürsprecherpatent des Kantons Bern, 1943 wurde er promoviert. Er trat in die Bundesverwaltung ein und arbeitete ab 1946 beim Eidgenössischen Militärdepartement, wo er von 1975 bis zur Pensionierung 1980 die Position eines stellvertretenden Direktors innehatte. Kurz lehrte Militärrecht an der ETH Zürich. Von 1973 bis 1990 (ab 1980 als Honorarprofessor) lehrte er Militärgeschichte an der Universität Bern. 1987/88 war er Vorsitzender der internationalen Historikerkommission zur Untersuchung der Waldheim-Affäre. 
Von 1973 bis 1984 gehörte Kurz dem Grossen Burgerrat der Burgergemeinde Bern an. In der Schweizer Armee war er ab 1949 Generalstabsoffizier, ab 1963 im Rang eines Obersten.

## Werke (Auswahl)
- Die Entschädigungspflicht des Staates bei kriegswirtschaftlichen Eingriffen in subjektive Vermögensrechte. Dissertation, Universität Bern, 1943.
- Grundriss der Schweizer Armee. Huber, Frauenfeld 1953.
- Die Schweiz in der Planung der kriegführenden Mächte während des Zweiten Weltkrieges (= Schriftenreihe des Schweizerischen Unteroffiziersverbandes. Nr. 5). Zentralsekretariat des Schweizerischen Unteroffiziersverbandes, Biel 1957.
- Die Schweiz in der europäischen Strategie vom Dreissigjährigen Krieg bis zum Atomzeitalter. Bachmann, Zürich 1959.
- Oberstkorpskommandant Theophil Sprecher von Bernegg: Persönlichkeit, Wirken, Gedanken. Toggenburger Verlag, Wattwil 1961.
- General Henri Guisan (= Persönlichkeit und Geschichte. Bd. 37). Musterschmidt, Zürich 1965.
- Dokumente des Aktivdienstes. Huber, Frauenfeld 1965.
- Bewaffnete Neutralität : die militärische Bedeutung der dauernden schweizerischen Neutralität. Huber, Frauenfeld 1967.
- (mit Hermann Lei und Hugo Schneider) Das Schweizer Heer von den Anfängen bis zur Gegenwart. Stocker/Schmid, Dietikon/Zürich 1969.
- Dokumente der Grenzbesetzung 1914–1918. Huber, Frauenfeld 1970.
- Nachrichtenzentrum Schweiz: Die Schweiz im Nachrichtendienst des Zweiten Weltkriegs. Huber, Frauenfeld 1972, ISBN 3-7193-0439-6.
- Hundert Jahre Schweizer Armee. Ott, Thun 1978, ISBN 3-7225-6800-5.
- Geschichte der Schweizer Armee. Huber, Frauenfeld 1985, ISBN 3-7193-0951-7.